# Hohwacht (Ostsee)

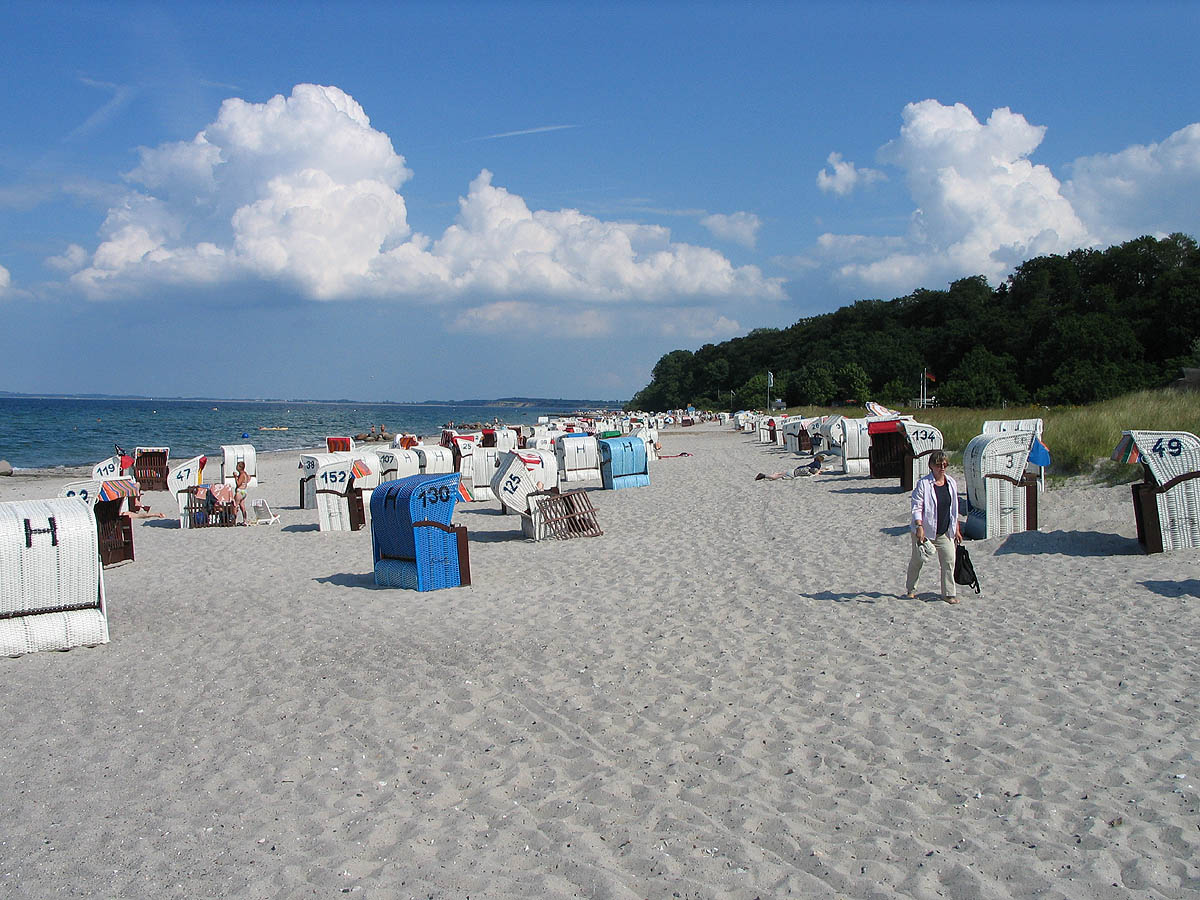
Plaża w Hohwacht

Hohwacht (Ostsee) – gmina uzdrowiskowa w Niemczech w kraju związkowym Szlezwik-Holsztyn, w powiecie Plön, wchodzi w skład urzędu Lütjenburg. Ostsee w nazwie oznacza Morze Bałtyckie.